# Auguste-Charles Geoffroy
Auguste-Charles Geoffroy (environs de Florence, 1830 - Caen, 7 mai 1864), époux de Coralie Geoffroy.
Il joue les rôles d'amoureux à Nancy en 1851, au Havre en 1852-54, à Reims en 1855-57, au Théâtre du Vaudeville en 1858, aux Théâtre des Bouffes-Parisiens en 1859-60, au Théâtre Déjazet en 1861-62 et à Lyon en 1863.
Il épouse sa collègue Marie Caroline Émélie Guffroy dans l'ancien 2e arrondissement de Paris le 16 octobre 1858.